# Класификација адаптивног веслања
Класификација адаптивног веслања је систем класификације који се користи за адаптивно веслање. Заснован је на функционалним способностима и подељен је на три специфичне класификације. Овај систем регулише Међународна веслачка федерација (Federation Internationale de Societes d'Aviron). Такмичари који имају право учешћа имају физички или визуелни инвалидитет.

## Опис
Адаптивно веслање има три широке класификације засноване на функционалним способностима веслача. Ове класификације су PR1 (раније AS) за руке и рамена, PR2 (раније TA) за покретљивост трупа и руку, PR3 (раније LTA) за покретљивост ногу, трупа и руку. Раније је постојала и мешовита класификација чамаца под називом LTAIDMix4+, која је обухватала веслаче са интелектуалним инвалидитетом.

## Управљање
Овим спортом управља Међународна веслачка федерација (ФИСА).

## Право учешћа
Од 2012. године, особе са инвалидитетом вида и физичким инвалидитетом имају право да се такмиче у овом спорту.
Британска веслачка федерација дефинише двије врсте веслача са инвалидитетом:
- Паравешачи - имају право на Параолимпијске игре. То су „веслачи који су успешно прошли процес класификације и додељена им је спортска класа“.[5]
- Адаптивни веслачи - немају право на Параолимпијске игре, али имају право на сва британска веслачка такмичења осим Британског првенства у веслању. То су „веслачи који су прошли процес класификације и потврђено је да испуњавају минимални инвалидитет.[5]

## Историјат
Адаптивно веслање се у Француској почело развијати до 1971. године, а у почетку су учествовале 2. класе веслача: особе са оштећеним видом и особе које се опорављају од полиомијелитиса. Људи који се опорављају од полиомијелитиса у Француској користили су чамце са понтонима како би повећали своју стабилност. Друге измене су направљене на чамцу развојем система шарки како би се спречило да се веслачи лако замарају. Слијепи веслачи су користили исте чамце током 1970-их и 1980-их као и њихове колеге без озбиљних способности, али их је на стази водио судија. Слијепи веслачи су такође били охрабрени да буду у чамцима са видећим веслачима, при чему су слијепи веслачи служили као завеслај, а кормилар је обраћао посебну пажњу како би помогао слијепом веслачу. Класификација није била нешто што је било развијено у Француској у то доба, јер је фокус био на интеграцији веслача у редовну веслачку заједницу.
Адаптивно веслање у Холандији је почело 1979. године оснивањем Stichting Roeivalidatie. У почетку није било нагласка на класификацији, већ на интеграцији адаптивног веслања са редовним веслањем унутар веслачких клубова. Тада су учињени покушаји да се опрема прилагоди специфичним потребама појединачних веслача у складу са њиховим инвалидитетом.
Адаптивно веслање у Сједињеним Америчким Државама је почело 1981. године, а катамаран је био чамац који су први користили веслачи са инвалидитетом. До 1991. године, систем класификације је био на снази за домаћа такмичења, али је још увијек био у развоју. Многи веслачи су се током овог периода такмичили и против својих колега без инвалидитета.
Трке адаптивног веслања почеле су у Аустралији 1988. године. Први Свјетски куп у адаптивном веслању, који је признала ФИСА, одржан је 1991. године у Холандији.
Рано управљање овим спортом у Аустралији вршио је Веслачки савјет уз подршку Аустралијског веслачког савеза. Ране класификације су биле ограничене због ограниченог броја веслача. У многим од најранијих трка у Аустралији постојале су двије класе: фиксна сједишта и клизна сједишта.
Године 1991. у Великој Британији, адаптивно веслање није било велики проблем. Веслачки клубови су настојали да у потпуности интегришу веслаче са инвалидитетом у редовне клупске трке.
До 1991. године, покушано је да се развије међународни систем класификације. Ове класе су биле:
- Q1: Лезија на C4-C6[11]
- Q2: C7-T1[11]
- P1: T2-T9[11]
- P2: T10-L4[11]
- A1: Једна ампутација[11]
- A2: Двострука ампутација[11]
- A3: Респираторни проблеми.[11]

Овај рани систем, назван Систем функционалне класификације, није био међународно договорен, делимично зато што се није сматрао потпуно праведним, јер није узимао у обзир функционалност веслача и исправљао времена на основу тога. У то време, такође се расправљало о томе да ли треба креирати класификације за веслаче са интелектуалним инвалидитетом. Године 1992, Међународни параолимпијски комитет је формално преузео контролу над управљањем спортом за особе са инвалидитетом.

## Класе
Спортисти су класификовани на сљедећи начин:
- PR3 (раније LTA). Ноге, труп и руке. Спортисти могу да користе клизно сједиште и имају функцију у ногама, трупу и рукама за веслање. Могу имати оштећење вида или физичко оштећење. Спортисти са оштећеним видом носиће повезе преко очију ради једнакости оштећења вида.[14] Три категорије оштећења вида које се користе у FISA спортској класификацији за адаптивно веслање су B1, B2 и B3, које су у оквиру PR3 (LTA) адаптивног веслања познате као PR3-B1, PR3-B2, PR3-B3.[15]

- PR2 (раније TA). Труп и руке. Спортисти веслају само са функционалним трупом и рукама. Нису у могућности да користе клизно сједиште због оштећења ногу.[14]

- PR1 (раније AS). Руке и рамена. Спортисти веслају само рукама и раменима, јер не могу да користе труп или ноге.[14]

Правила дозвољавају веслачу да се такмичи у вишој функционалној класи од оне у којој је тренутно класификован. Веслачи не смију да се такмиче у нижим класификацијама од оних у којима су класификовани.  У чамцу са кормилом, максималан број веслача са оштећеним видом у чамцу је два.

## Процес
За аустралијске такмичаре у овом спорту, спорт и класификацију води национална спортска федерација уз подршку Аустралијског параолимпијског комитета. Постоје три врсте класификације доступне за аустралијске такмичаре: привремена, национална и међународна. Прва је за такмичења на клупском нивоу, друга за државна и национална такмичења, а трећа за међународна такмичења.
За Љетње параолимпијске игре 2008. године, додјелу класификације за ову класу вршила је ФИСА. За Игре 2016. у Рију, Међународни параолимпијски комитет је имао политику нулте класификације на Играма. Ова политика је уведена 2014. године, са циљем да се избјегну промјене у класама у последњем тренутку које би негативно утицале на припреме спортиста за тренинг. Сви такмичари су морали бити међународно класификовани са потврђеним статусом класификације прије Игара, а изузеци од ове политике рјешавани су од случаја до случаја. У случају да је на Играма постојала потреба за класификацијом или рекласификацијом упркос најбољим напорима, класификација веслача је заказана за 8. септембар на стадиону Лагоа, а од 4. до 6. септембра за веслаче са оштећеним видом.

## Будућност
У будућности, главно тијело за класификацију спорта за особе са инвалидитетом, Међународни параолимпијски комитет, ради на побољшању класификације како би она била више систем заснован на доказима, а не на учинку, како не би кажњавали врхунске спортисте чији учинак их сврстава у вишу класу поред такмичара који мање тренирају.